# Mode Gakuen Spiral Towers
Mode Gakuen Spiral Towers (モード学園スパイラルタワーズ) — хмарочос в Наґої, префектура Айті, Японія. Висота будівлі 170 метрів, 36 поверхів. В хмарочосі розташовано 3 коледжи: Nagoya Mode Gakuen, HAL Nagoya та Nagoya Isen, також розташовані магазини та ресторани.